# Delia (voornaam)
Delia, ook wel Délia, Dèlia, Delhia, Delhya, Dellhia, Dellia, Dellya, Delya, Dhelia en Dhelyais is een voornaam voor een meisje. Het kan ook een verkorting zijn van Cordelia en Adelia.
De naam heeft meerdere betekenissen en meerdere origines:
- Delia is een Zuid-Europese meisjesnaam en is het meest populair in Italië.
- Het is tevens een Welshe naam die 'donker' betekent.
- Delia is de vrouwelijke vertakking van de Bijbelse naam van de profeet Elia. Delia betekent: één met gods natuur.
- Ten slotte verwijzen de naam en de betekenis naar de plaats Delos, die ook wel bekendstaat als de geboorteplaats van de Griekse godin van de jacht en godin van de maan Artemis. Delia was dan ook de bijnaam van Artemis.[1]

In Nederland wordt de naam niet vaak gegeven, sinds 1880 aan rond de 3 kinderen per jaar. In België werd de naam in 2014 in totaal 639 maal gegeven. De voornaam 'Delia' komt vaker voor bij naamdragers geboren in Suriname, de Nederlandse Antillen, de Filipijnen, Colombia, de Dominicaanse Republiek, Roemenië, Duitsland, Venezuela en Groot-Brittannië. In de Noord-Amerika kwam de naam in 2019 32.000 keer voor.